# Teoria dei salari di efficienza
La teoria dei salari efficienti, in economia del lavoro e in economia politica, si occupa di spiegare per quale motivo, in alcuni mercati, i salari sono più alti del livello che porta in parità domanda e offerta di lavoro (livello di market clearing). In particolare, si occupa di studiare gli incentivi che spingono le imprese a corrispondere questi salari più alti di quello di mercato ai lavoratori, allo scopo di aumentarne la produttività e l'efficienza.

## Teorie
Diversi sono i motivi che spingono le imprese a pagare salari più alti di quanto necessario per portare in equilibrio il mercato:
- effetto incentivo o modello dello shirking: lo scopo delle imprese, in questo caso, è quello di evitare comportamenti nocivi dei loro interessi da parte dei lavoratori. Chi ricorre ad un aumento dei salari lo fa per evitare che i lavoratori svolgano le proprie mansioni controvoglia e in modo poco produttivo (shirking);
- effetto rotazione o modello del quitting o del searching: le imprese possono voler evitare che i lavoratori già occupati lascino (quit) il proprio lavoro perché alla ricerca (searching) di salari più alti, costringendole ad affrontare costi indesiderati di formazione professionale e di ricerca di nuovi lavoratori. Una teoria al riguardo è la teoria insider-outsider;
- effetto selezione o della selezione avversa: le imprese, in questo caso, assumono lavoratori che percepiscono salari più alti perché li considerano più produttivi rispetto a coloro che accettano una riduzione salariale;